# Spring Valley (Nevada)
Spring Valley és una concentració de població designada pel cens dels Estats Units a l'estat de Nevada. Segons el cens del 2000 tenia 117.390 habitants.

## Demografia
Segons el cens del 2000, Spring Valley tenia 117.390 habitants, 47.964 habitatges, i 29.947 famílies La densitat de població era de 1358,85 habitants per km².
Dels 47.964 habitatges en un 27,0% hi vivien nens de menys de 18 anys, en un 46,7% hi vivien parelles casades, en un 10,5% dones solteres, i en un 37,6% no eren unitats familiars. En el 25,9% dels habitatges hi vivien persones soles el 5,9% de les quals corresponia a persones de 65 anys o més que vivien soles. El nombre mitjà de persones vivint en cada habitatge era de 2,44 i el nombre mitjà de persones que vivien en cada família era de 2,98.
Per edats la població es repartia de la següent manera: un 21,2% tenia menys de 18 anys, un 9,4% entre 18 i 24, un 33,8% entre 25 i 44, un 24,9% de 45 a 64 i un 10,7% 65 anys o més.
L'edat mediana era de 36,3 anys. Per cada 100 dones hi havia 99,56 homes. Per cada 100 dones de 18 o més anys hi havia 98,42 homes.
La renda mediana per habitatge era de 48.563 $ i la renda mediana per família de 55.021 $. Els homes tenien una renda mediana de 37.068 $ mentre que les dones 28.288 $. La renda per capita de la població era de 26.321 $. Aproximadament el 4,8% de les famílies i el 6,7% de la població estaven per davall del llindar de pobresa.

## Poblacions més properes
El següent diagrama mostra les poblacions més properes.